# Yangshu (socken i Kina, lat 45,49, long 126,86)
Yangshu (kinesiska: 杨树, 杨树乡) är en socken i Kina. Den ligger i provinsen Heilongjiang, i den nordöstra delen av landet, omkring 34 kilometer sydost om provinshuvudstaden Harbin. Antalet invånare är 28 907. Befolkningen består av 14 150 kvinnor och 14 757 män. Barn under 15 år utgör 13,0 %, vuxna 15-64 år 79 %, och äldre över 65 år 7,0 %.
Genomsnittlig årsnederbörd är 794 millimeter. Den regnigaste månaden är juli, med i genomsnitt 166 mm nederbörd, och den torraste är januari, med 6 mm nederbörd.